# Mißlareuth

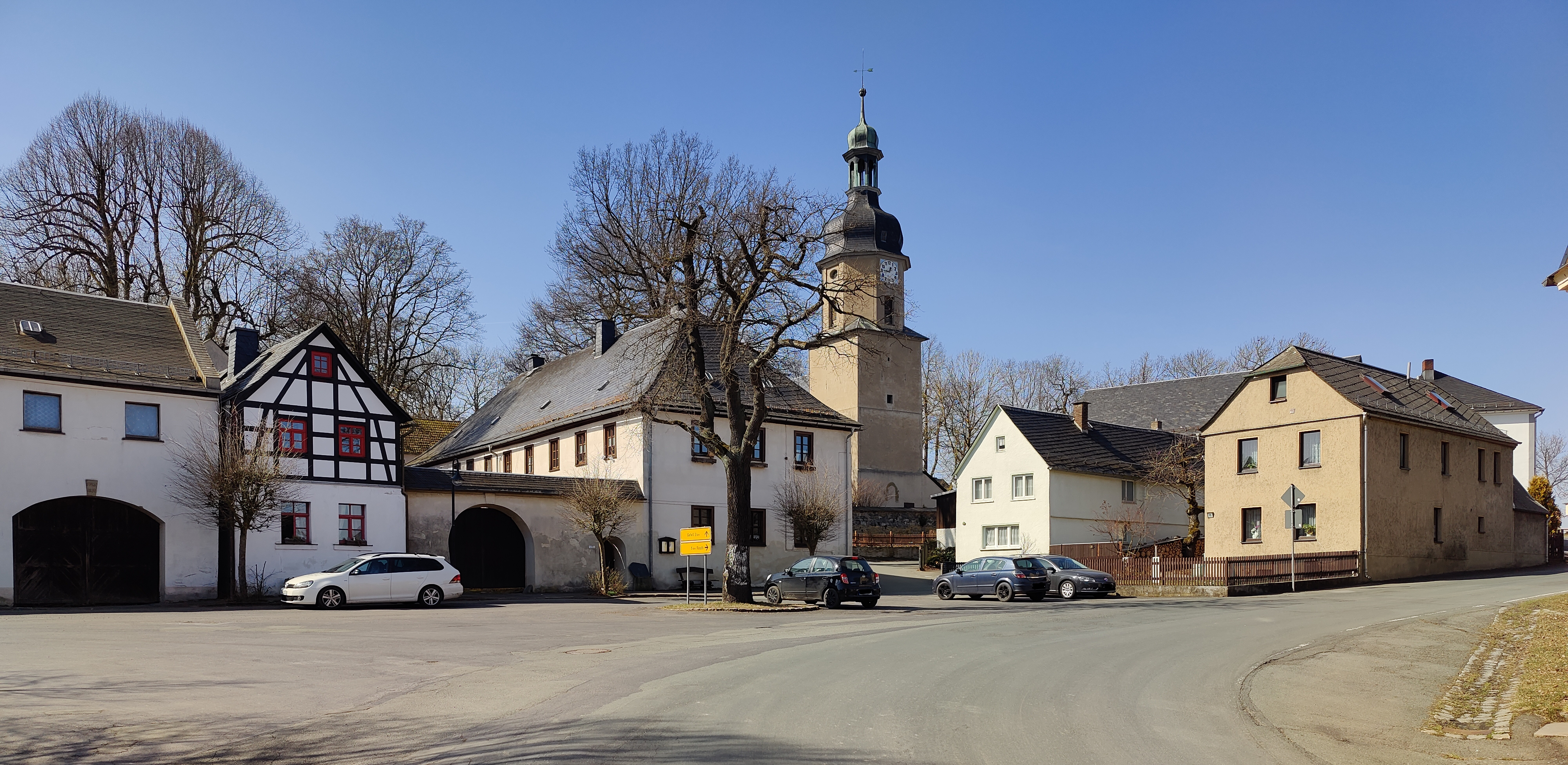
Ortszentrum mit Kirche

Mißlareuth ist ein Ortsteil der Gemeinde Weischlitz im Vogtlandkreis in Sachsen. Er wurde am 1. März 1994 in die Gemeinde Reuth eingemeindet, mit welcher der Ort am 1. Januar 2017 zur Gemeinde Weischlitz kam.

## Geographie

### Lage und Verkehr
Das Platzdorf mit hufenähnlicher Block- und Streifenflur ist der westlichste Ortsteil der Gemeinde Weischlitz. Er grenzt im Norden, Westen und Süden an Thüringen. Mißlareuth liegt zwischen dem Rosenbühl im Nordwesten und dem Galgenpöhl im Osten. In der Ortsflur entspringt der Kemnitzbach, ein Zufluss der Weißen Elster. Mißlareuth befindet sich im Westen des Vogtlandkreises und im sächsischen Teil des historischen Vogtlands. Geografisch liegt der Ort im Südwesten des Naturraums Vogtland (Übergang von Südostthüringer Schiefergebirge ins Mittelvogtländische Kuppenland).
Die thüringische Landesstraße 1093 verbindet den Ort verkehrsmäßig mit der Bundesstraße 2, der Bundesautobahn 9 und der Bundesautobahn 72 sowie mit den Zentren Schleiz und Plauen. Im Bereich des sächsischen Mißlareuth wird sie als sächsische Staatsstraße 287 bezeichnet. Im Osten wird die Ortsflur von Mißlareuth durch die Bahnstrecke Leipzig–Hof tangiert.
Der Ort ist mit der vertakteten RufBus-Linie 47 des Verkehrsverbunds Vogtland an Weischlitz, Reuth und Plauen angebunden.

### Nachbarorte
|                     | Rothenacker Thüringen                       | Spielmes Thüringen |
| Haidefeld Thüringen | Kompassrose, die auf Nachbargemeinden zeigt | Reinhardtswalde    |
|                     | Gebersreuth Thüringen                       | Grobau             |

## Geschichte

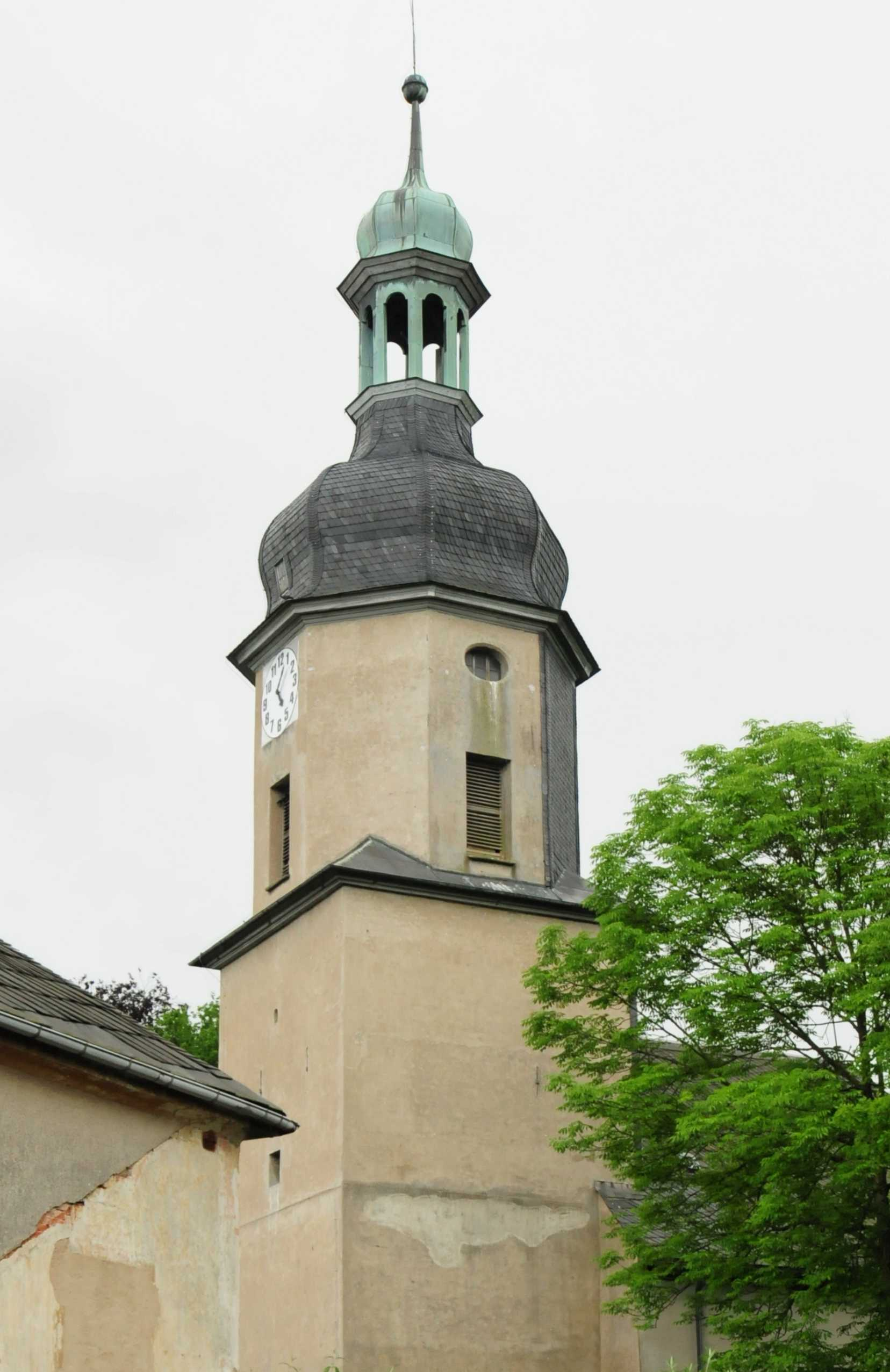
Mißlareuth, Kirche

Die erste urkundliche Erwähnung des Orts erfolgte 1289, als ein Pfarrer („plebanus“) in „Muzcellotenrute“ genannt wurde. Er war Zeuge bei einer vertraglichen Vereinbarung der Vögte von Weida und Plauen. Die Kirche des Orts war bis ins 19. Jahrhundert eine sogenannte Streitpfarre. Bezüglich des Ortsnamens gab es mehrere Namensänderungen bis zur heutigen Version Mißlareuth von 1590.
Ein Herrengut wurde im Ort im Jahr 1542 erwähnt. Es befand sich zunächst lange Zeit im Besitz der Familie von der Heydte, danach die Familie von Feilitzsch. Mitte der 1990er Jahre erfolgte der Abriss des Gebäudes. Bezüglich der Grundherrschaft gehörte Mißlareuth anteilig zu den Rittergütern Mißlareuth und Gutenfürst, den Herren von Rabenstein, der Pfarre Mißlareuth und als Amtsdorf zum Amt Voigtsberg. Im Jahr 1764 ist nur noch das Rittergut Mißlareuth belegt. Der Ort gehörte bis 1856 als Exklave zum kursächsischen bzw. königlich-sächsischen Amt Voigtsberg. 1856 wurde Mißlareuth dem Gerichtsamt Plauen und 1875 der Amtshauptmannschaft Plauen angegliedert. Die Einwohnerzahl des Orts stieg von 269 im Jahr 1834 auf 324 im Jahr 1910.
Im Zuge der zweiten Kreisreform in der DDR kam die Gemeinde Mißlareuth am 5. Juli 1952 zunächst zum (bisher thüringischen) Landkreis Schleiz im Bezirk Gera, wurde aber am 4. Dezember 1952 dem (bisher sächsischen) Kreis Plauen-Land im Bezirk Chemnitz (1953 in Bezirk Karl-Marx-Stadt umbenannt) zugeordnet, der ab 1990 als sächsischer Landkreis Plauen fortgeführt wurde.
Am 1. März 1994 erfolgte die Eingemeindung von Mißlareuth nach Reuth. Die Gemeinde Reuth gehört seit 1996 zum Vogtlandkreis. Durch die Eingliederung der Gemeinde Reuth in die Großgemeinde Weischlitz ist Mißlareuth seit dem 1. Januar 2017 ein Ortsteil von Weischlitz.

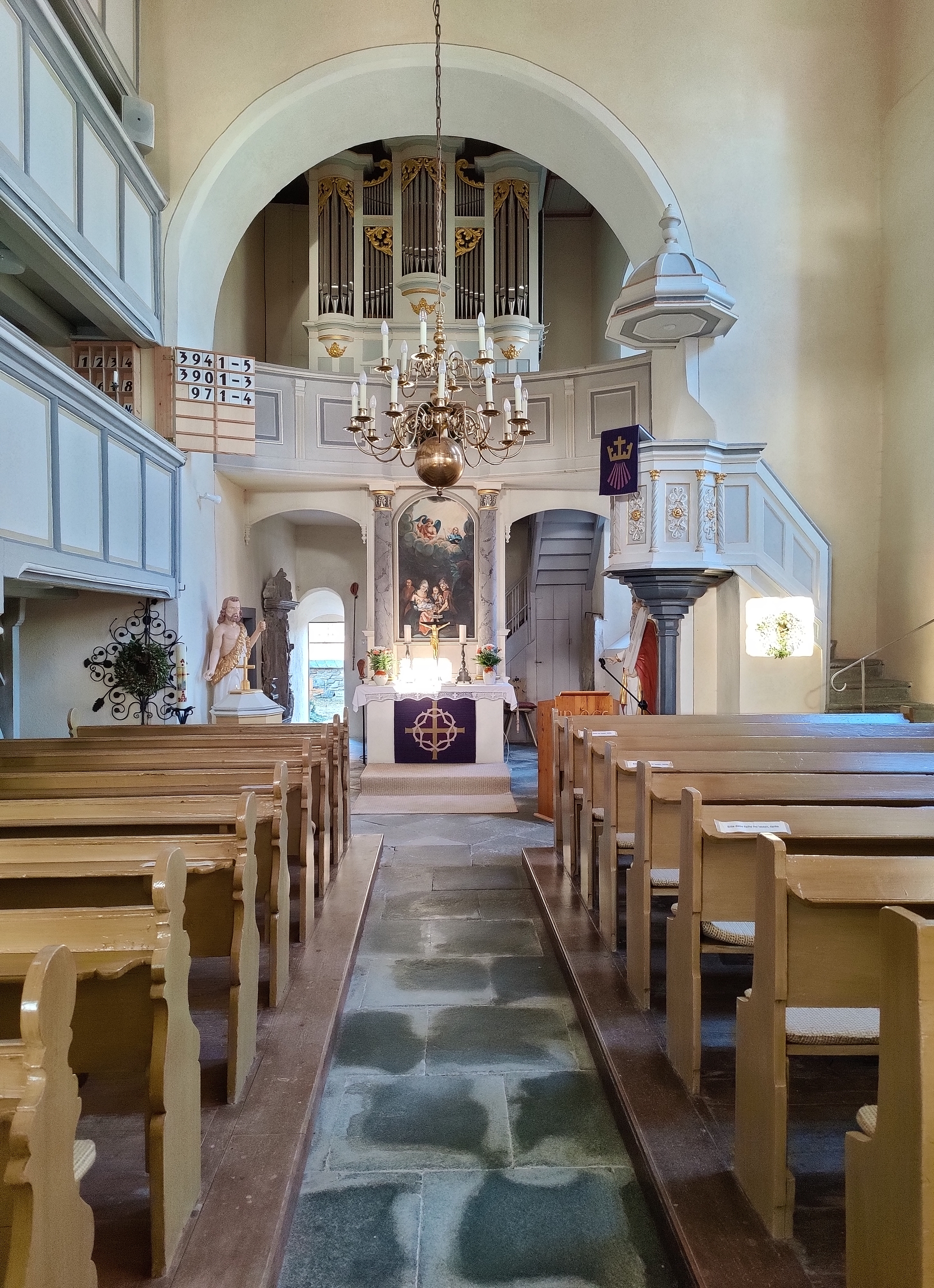
Innenansicht

## Kirche
Die evangelische Johanneskirche ist eine Chorturmkirche mit vermutlich romanischem Ursprung. Ursprünglich war sie eine Filiale von St. Lorenz in Hof in der Diözese Bamberg. Das Bauwerk ist ein verputzter Bruchsteinbau mit gerade geschlossenem Chor und Walmdach und ist durch Rundbogenöffnungen gekennzeichnet. Der Chorturm mit quadratischem Grundriss trägt einen oktongonalen Aufsatz, der mit barocker welscher Haube und Laterne bekrönt ist. Die Sakristei ist an der Nordseite angebaut.
Das flachgedeckte Innere ist von einfachen dreigeschossigen Emporen an der Nord-, West- und Südseite eingefasst; eine Orgelempore befindet sich an der Ostseite. An der Südseite ist die Patronatsloge angebracht, zum Chor vermittelt ein Rundbogen.
Vom ehemaligen Kanzelaltar sind zwei Schnitzfiguren erhalten, welche Moses und Johannes den Täufer darstellen und im Jahr 1704 von Johann Nikolaus Knoll geschaffen wurden. Die barocke Kanzel aus Holz ist mit geschnitzten Blattornamenten am Korb geschmückt. Die einfache oktongonale Taufe aus Holz ist auf 1729 datiert. Die Orgel von 1862 ist ein Werk von Johann Gotthilf Bärmig aus Werdau. Ein aufwändiges Grabmal aus Marmor erinnert an Hans Georg von der Heyde († 1627). Es zeigt den Verstorbenen kniend in voller Rüstung in reichem architektonischem Rahmen mit Roll- und Beschlagwerksornamentik. Ein weiteres Grabdenkmal für H. G. von der Heyde († 1691) aus Sandstein ist mit einer Darstellung des Verstorbenen in Rüstung  in Frontalstellung versehen.
Der Kirchturm bildete zugleich einen, inzwischen historischen trigonometrischen Punkt 2. Ordnung der Königlich-Sächsischen Triangulirung mit der Nr. 157.